# Anisodactylus merula
Anisodactylus merula es una especie de escarabajo de tierra del género Anisodactylus, categorizada en la tribu Harpalini, de la subfamilia Harpalinae.

## Distribución
Se distribuye por América del Norte: Estados Unidos y Canadá.

## Taxonomía
Fue descrita por Germar en 1823.
Tratamiento taxonómico
La especie aparece registrada y publicada en Insectorum species novae aut minus cognitae, descriptionibus illustratae. Volumen Primum.Coleoptera. -. xxiv + 624 pp., 2 pls. (Halle: J.C.HENDEL & Sohn). (1823).